# 디오클레티아누스 욕장
디오클레티아누스 욕장(라틴어:Thermae Diocletiani)은 황제들이 여러 차례 계승하여 건설된 고대 로마에서 가장 웅장한 대중 목욕탕이자 테르마이였다. 306년에 봉헌된 디오클레티아누스 욕장은 황제의 목욕장들 중 가장 규모가 크고 호화스러웠다. 이 목욕장은 298년 ~ 306년 사이에 건설되었다. 디오클레티아누스 욕장의 건설 계획은 초기에는 298년 가을에 로마로 복귀한 막시미아누스의 위임을 받았고, 막시미아누스와 디오클레티아누스의 퇴위 후에는 콘스탄티누스 1세의 아버지인 콘스탄티우스의 지휘 하에 진행되었다. 로마 내외의 수많은 목욕장들도 같은 기능을 했지만, 디오클레티아누스 욕장은 그 규모로 인해 독특하다.

## 위치
디오클레티아누스 욕장은 로마의 일곱 언덕 중 가장 작은 비미날레 언덕의 북동쪽 봉우리 위의 고지대, 세르비아누스 성벽의 아게르 바로 안쪽을 차지하고 있다. 이 목욕장은 도시의 비미날리스, 퀴리날리스, 에스퀼리누스 구역에 거주하는 사람들의 목욕탕으로 쓰일 수 있었다. 그 자리에는 다양한 부조가 새겨진 2세기에 만들어진 기념비였던 콰드리가이 피소니스 (Quadrigae Pisonis), 개인 주택 일부, 퀴리누스 사원을 상징하던 부조물이 세워져 있었으나 목욕탕을 짓기 위해 모두 헐렸다. 수도 공급은 2세기 초부터 오랫동안 로마 시에 공급해온 수도교인 아쿠아 마르키아가 공급했다. 목욕장에 충분히 공급하기 위해서 디오클레티아누스의 명령 하에 도시로의 물 공급을 늘렸다. 목욕장은 원래 카라칼라 욕장에 공급하기 위해서 배치되었던 아쿠아 안토니니아나로도 공급받았을 것으로 추정된다.

## 역사
디오클레티아누스 욕장은 298년 아프리카에서 돌아온 막시미아누스가 공동 황제인 디오클레티아누스를 기리며 위임을 맡았다. 이 증거는 목욕장 본 구역의 벽돌들에서 찾아볼 수 있는데, 디오클레티아누스 통치 시기의 도장이 뚜렷하게 나타나 있다. 고대 로마의 가이드북인 «미라빌리아 우르비스 로마이»에 따르면 이 도장들은 "팔라티움 디오클레티아니 (Palatium Diocletiani)"로 알려져 있었다. 이는 벽돌 제조업계의 모든 작업이 황제에 의해 전용되고 황제의 통제 하에 있었다는 점에서, 벽돌 제조업계가 막대한 목욕장 건설 계획의 영향을 받았음을 보여 준다.  목욕탕 시설은 처음으로 위임받은 해인 298년부터, 디오클레티아누스가 퇴위한 305년과 콘스탄티우스가 사망한 306년 7월 사이 완공되기까지의 기간 동안 건설되었다. 디오클레티아누스 욕장은 537년 동고트 왕국의 왕 비티게스가 수도관들을 끊을 때까지 사용되면서 남아 있었다.

## 구획

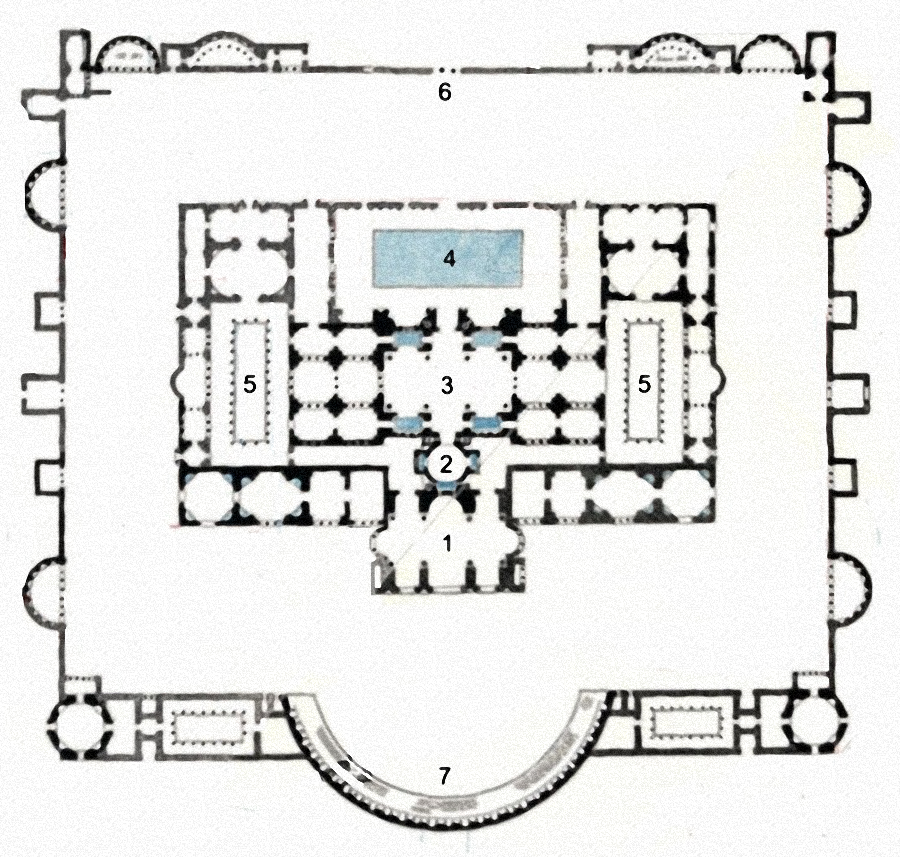
목욕장 평면도. 1 - 칼다리움 (Caldarium),
2 - 테피다리움 (Tepidarium),
3 - 프리기다리움 (Frigidarium),
4 - 나타티오 (Natatio),
5 - 팔라이스트라 (Palaestra),
6 - 정문,
7 - 엑세드라 (Exedra)

디오클레티아누스 욕장 정문 주변에 있는 네 개의 비문 중 하나에 라틴어로 쓰여진 내용을 번역하면 다음과 같다.
 D(omini) N(ostri) Diocletianus et Maximianus invicti seniores Aug(usti) patres Imp(eratorum) et Caes(arum), et d(omini) n(ostri) Constantius et Maximianus invicti Aug(usti), et Severus et Maximianus nobilissimi Caesares thermas felices Diocletianas, quas Maximianus Aug(ustus) rediens ex Africa sub praesentia maiestatis disposuit ac fieri iussit et Diocletiani Aug(usti) fratris sui nomine consecravit, coemptis aedificiis pro tanti operis magnitudine omni culta perfectas Romanis suis dedicaverunt

 — 《CIL》 VI, 31242, 헌사 비문. 필리포 코아렐리 역.
디오클레티아누스와 막시미아누스 폐하, 황제와 카이사르의 아버지이신 무적 아우구스투스 '원로', 가장 고결하신 콘스탄티누스와 막시미아누스와 세베루스와 막시미누스 폐하께서, 신성한 막시미아누스께서 아프리카에서 복귀하시고 나서, 건설을 명하시어 실로 거대하고 길이 기억될 공사에 필요한 토지를 사들이시고 욕장에 가장 호화로운 세련을 들이셨던 그 분의 형제 디오클레티아누스의 성명을 봉헌하셨던 이 행운의 디오클레티아누스 욕장을 사랑하는 로마인들에게 헌정하셨다.
 — 한국어 번역
 디오클레티아누스 욕장은 카라칼라 욕장과 동일한 규모인 120,000m² 구역을 차지한다. 욕장의 중앙홀은 길이 280m, 폭 120m인데, 콘스탄티누스 대성당 설계안에서 유래한 것이다. 하지만 디오클레티아누스의 수용 규모는 카라칼라 욕장과 비교해서 좀 더 컸다고 전해진다. 이는 정문과 방들이 구획 규모 면에서 선대보다 넓게 만들어져서 더 많은 공간과 기능을 주었기 때문일수도 있다. 올림피오도루스에 의하면, 디오클레티아누스 욕장은 한번에 3,000명까지 수용할 수 있었다. 그러나 이 주장에는 논란이 있는데, 애초에 올림피오도루스가 어떻게 이 수치를 알아냈는지 언급한 적이 전혀 없었기 때문이다.

### 프리기다리움
프리기다리움이란 명칭은 라틴어 단어 '프리게오' (frigeo →춥다)에서 유래했다. 방의 돌출부와 그와 연결되는 방들은 4세기 초에 냉탕이 열탕과 비교하여 가지고 있던 인기 상승을 보였다. 이는 연료 부족을 일으키기도 했던 근교 삼림의 고갈로 인한 결과일 가능성도 있다. 프리기다리움 (또는 셀라 프리기다리아, Cella frigidaria)은 큰 목욕탕 하나와 주실로 연결된 다수의 작은 목욕탕들로 구성되었다. 방으로 들어가는 물은 배관이나 수조를 통해 들어오고 목욕탕 내의 배수구를 통해 나갔다. 목욕탕에서 나온 물은 복합시설 내 변소를 배수시키는 데에 재사용된 것으로 보인다. 프리기다리움은 때에 따라서 주로 수영장이나 냉탕으로 이용되었다. 열탕을 이용한 뒤나 팔라이스트라에서 운동한 뒤 프리기다리움에서 이 둘 중 하나를 이어서 하는 것이 일반적이었다. 욕실의 거대한 규모를 봤을 때 사교실로도 이용된 것으로 여겨진다. 이 추측은 석상들이 있다는 점과 벽을 따라 정교한 벽감들이 파여졌다는 점이 뒷받침한다. 프리기다리움의 양쪽 끝에는 노천 목욕탕으로 만들어진 넓고 얕은 욕장이 있었다.

### 칼다리움
칼다리움이란 명칭은 라틴어 단어 '칼레오' (Caleo →덥다)에서 유래했다. 이 단어는 '가장 안쪽'이라는 뜻을 가진 그리스어 단어도 어근으로 두고 있다. 칼다리움의 용도는 욕장 내부의 욕실 요소였다. 칼다리움은 그 이름처럼 열탕이나 사우나, 한증탕으로 이용되었다. 칼다리움은 목욕하기 전이나 하고 난 뒤 기름을 바르는 곳으로도 이용되었을 수 있지만, 대다수의 경우 칼다리움과 따로 분리된 방으로 장소를 옮겨서 했다.
칼다리움 (또는 Cella caldaria)은 바로 근처에 수많은 팔각형 방들이 발견된 직사각형 모양으로, 욕장 구조 가장자리에 위치해 있었다. 이 구역은 옛 네로 욕장과 티투스 욕장의 초기 설계도를 참조한 것으로 보인다. 이 칼다리움이 눈에 띄었던 것은 선대 욕장과는 구별되는 그 규모 때문이었다. 칼다리움은 프리기다리움에서 바실리카 양식을 이어와, 교차볼트로 된 중앙실에 후진(後陣)이 세 방향으로 돌출되어 있었다. 이러한 건축 기법은 욕장을 찾은 고객들에게 더 개방된 공간처럼 느끼도록 만들었다. '아포디테리아' (apodyteria)라 불린 탈의실은 칼다리움 양면에 자리했다. 칼다리움의 면을 따라서는 개실들이 있었는데, 개별 목욕탕이나 시 낭독, 수사 등을 비롯한 다양한 기능을 했던 것으로 보인다. 그 외에도 칼다리움에는 정원, 대합실, 체육관, 작은 회관과 강의 및 독서실로 이용되던 반원형 엑세드라가 맞닿아 있었다.

### 도서관의 존재
반원형 엑세드라와 이어져 있는 팔각형 회관들은 도서관일수도 있다고 제기되어 왔는데, 카라칼라 욕장에 있는 것과 비슷하게 세워져 있기 때문이다. 이 설을 지지하는 역사학자들은 이런 회관들에 벽감이 파여져 있어, 그 당시의 책들을 충분히 넣어둘 수 있다고 입증했다. 디오클레티아누스 내에 도서관이 존재한다는 문헌들도 이를 뒷받침하나, 다른 한편으로는 모순되는 점이 있는데 좋은 예로는 프로부스의 자서전이 있다. 그 책에서 프로부스는 트라야누스 포룸에서 발견된 《비블로테카 울피아》 (Bibliotheca Ulpia)의 일부가 디오클레티아누스 욕장 내에 소장되어 있다고 언급하는데, 나중에 다시 《비블로테카 울피아》를 참조할 때에는 이를 부정하는 것으로 서술되어 있다. 그러나 카라칼라 욕장과 트라야누스 욕장에서 발견되어 도서관이라고 제기된 유사한 방들이 존재하지만, 디오클레티아누스 욕장에 도서관이 있었다는 쪽을 찬성하는 이론에까지 이어지지는 않는다.

### 건축 양식
프리기다리움 내부에서 교차 원형 천장에 외부 지지대를 사용한 점은 건축학에서 추진력과 대추진력을 이용한 과학적인 체계의 첫 사례로 일각에서 여기기도 한다. 디오클레티아누스 욕장은 전체적으로 봤을 때 황제 양식이나 '공간을 조작하는' 양식인 '고전' 양식을 재현했다고 평가받아 왔다. 이 양식에서는 공간을 다루기 위해 건물의 모양을 단순하게 만들고 거대한 규모의 개방된 공간이라는 인상을 주도록 했다. 욕장을 건설한 사람들은 이런 효과를 주기 위해서 갖가지 기법들을 동원했다. 욕장의 외부 벽은 석조물 같다는 인상을 주기 위해서 회반죽으로 덮었다. 회반죽 기법은 고대 로마 건축에서 황제 양식 시기에 지어졌던 건축물 사이에서는 흔했는데 그 예로는 콘스탄티누스 욕장, 노바 대성당, 세소리아누스 다리의 일부분을 들 수 있다. 욕장의 내부는 둥근 천장과 아치로 지지해 놓아 곡선 라인들을 만들어냈다. 여기서 지방 구조는 완벽한 고전 양식의 예라고 할 수 있다. 건축가들은 둥근 천장이 있는 회당의 구부러진 외회면 (아치의 바깥면)을 덮어버리기 위해 경사진 형태를 이용했다.

## 현재

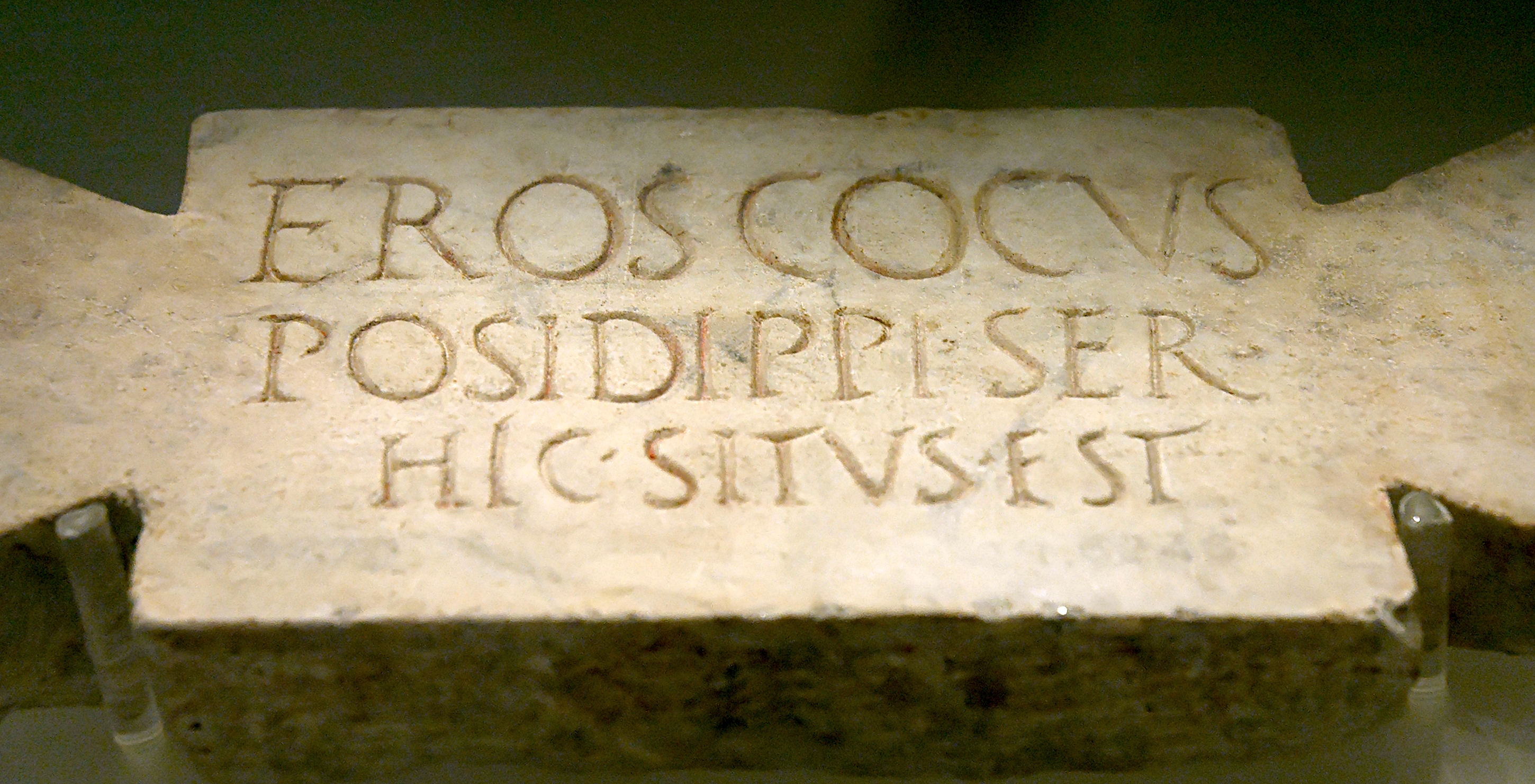
한 요리사의 묘비. 라틴어로 다음과 같이 적혀 있다. “Eros, cocus Posidippi, ser(vus) hic situs est” (“포시딥푸스의 요리사이자, 노예, 에로스, 여기에 잠들다”).

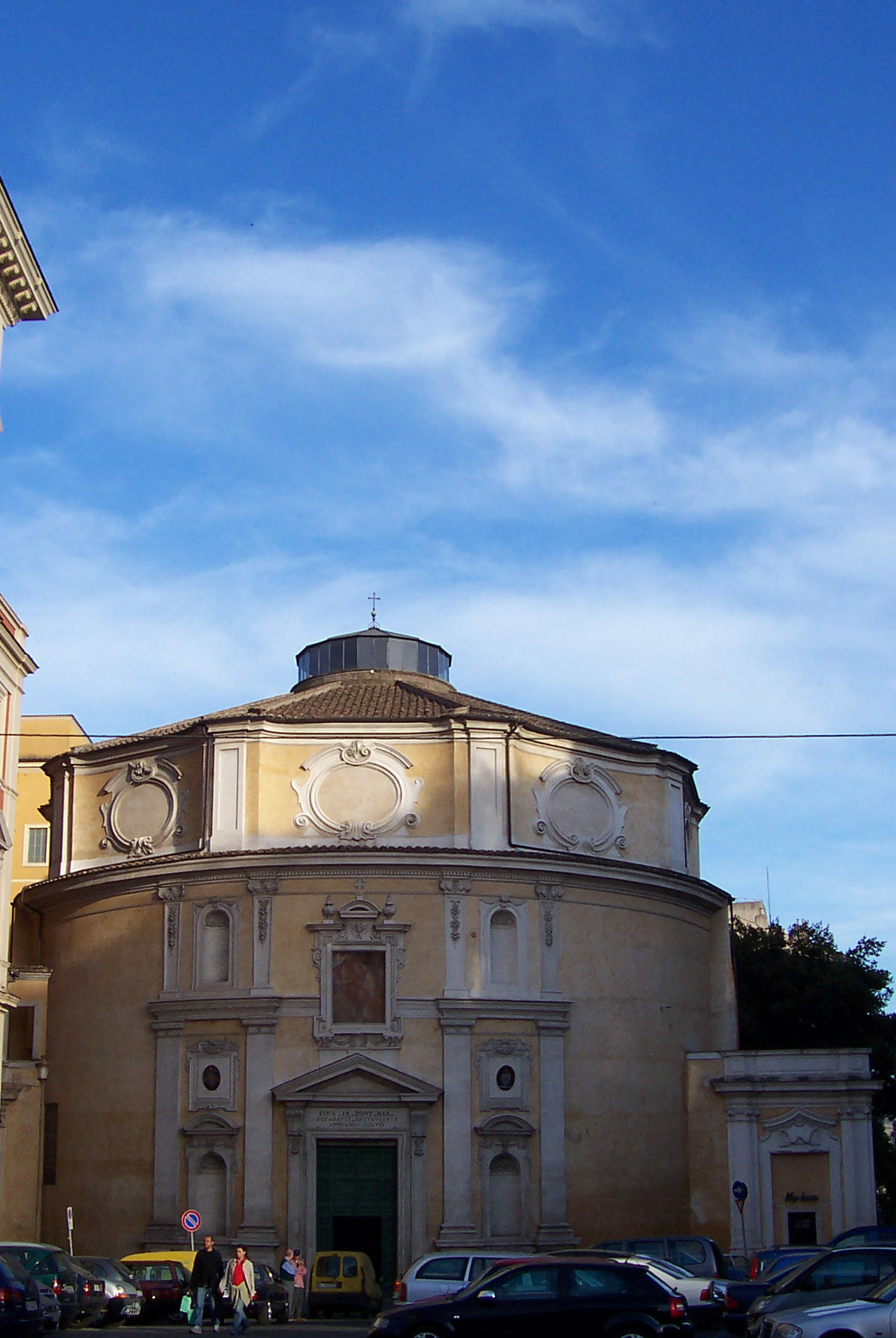
산 베르나르도 알레 테르메 교회

나중에 여러 부분들이 기독교나 그밖의 용도로 전환되었기 때문에 디오클레티아누스 욕장은 대부분의 공간이 보존되어 있는데, 그 중에는 다음과 같이 바뀌어 있다.
- 산타 마리아 델리 안젤리 에 데이 마르티리 대성당 (프리기다리움 내 자리) - 특히 대성당 내 세 트랜셉트에 높이 솟아있는 아치형 천장은 고대 로마 건축물이 가졌던 옛 영광의 흔적을 보여주는 부분 중 하나다.[1]
- 산 베르나르도 알레 테르메 교회 (두 원형실 중 한 곳에 자리)
- 중앙 회관에는 로마 국립 박물관의 일부가 자리해 있다.
- 팔각 회관도 지금은 로마 국립 박물관에 속해 있다.[4]

그 밖에 남은 욕장 유적들은 여러 길거리에서 찾아볼 수 있다.
산 베르나르도 알레 테르메 교회는 욕장 남서쪽 벽과 맞닿아 있는 직사각형 구역 내에 남아 있던 두 원주탑 중 하나를 재활용해 지은 것이다. 오늘날 디오클레티아누스 욕장의 대략적인 외관을 볼 수 있을 법한 곳은 공화국 광장 뿐이다.
워싱턴 D.C.에 있는 스미소니언 국립 자연사 박물관은 디오클레티아누스 욕장에서 반원형 창문들을 비롯한 여러 가지 설계 요소에 기반을 두었다.

## 갤러리

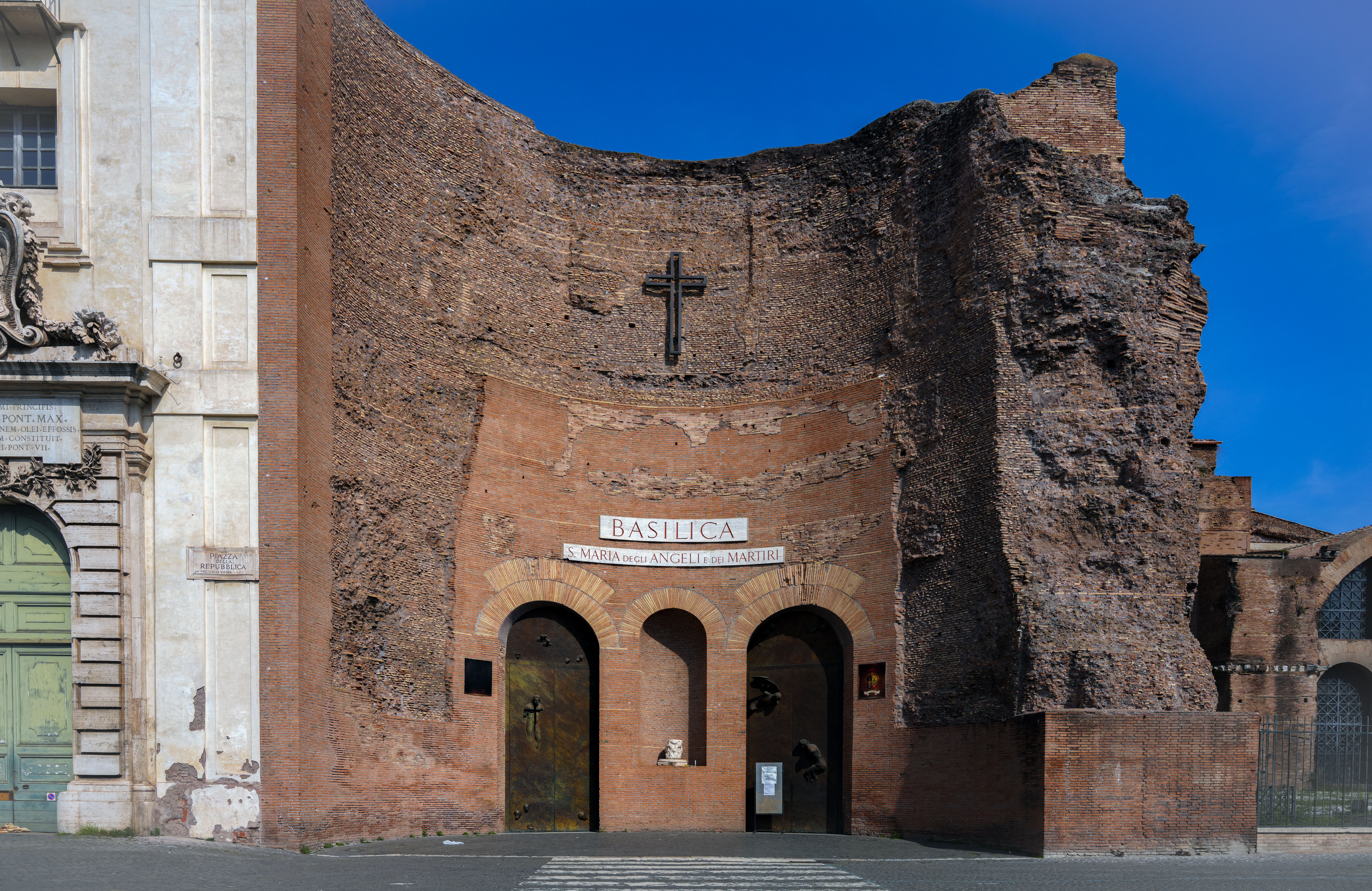
목욕장 유적에 세워진 산타 마리아 델리 안젤리 에 데이 마르티리 대성당

## 같이 보기
- 카라칼라 욕장
- 디오클레티아누스

## 참고 문헌
- Platner, Samuel Ball, "Baths of Diocletian" 1929
- Dix, T. Keith (1994), “Public Libraries in Ancient Rome”, 《Libraries & Culture》 (University of Texas Press) 29 (3): 282–296, JSTOR 25542662
- Brown, Frank E. (1954), “Roman Architecture”, 《College Art Journal》 (College Art Association) 17 (2): 105–114, JSTOR 774050
- Yegul, Fikret (1992), 《Baths and Bathing in Classical Antiquity》 Fir판, Cambridge, MA: MIT Press, ISBN 0-262-74018-4
- Coulston, Jon (2000), 《Ancient Rome:The Archaeology of the Eternal City》, Oxford, England: Oxford School of Archaeology, ISBN 0-947816-54-2
- Nielsen, Inge (1990), 《Thermae et Balnea: The Architecture and Cultural History of Roman Public Baths》 Fir판, Aarhus, Denmark: Aarhus university Press, ISBN 87-7288-512-2
- Richardson, Lawrence (1992), 《A New Topographical Dictionary of Ancient Rome》 Fir판, Baltimore, MD: JHU Press, ISBN 0-8018-4300-6
- Lanciani, Rodolfo (1980), 《The Ruins and Excavations of Ancient Rome》 Fir판, Outlet, ISBN 0-517-28945-8